# Ribbed
(NOFX - Green corn - Ribbed)
Ribbed è il terzo album della band punk americana NOFX, pubblicato nel 1991 dalla Epitaph Records.

## Il disco
La copertina dell'album è l'immagine della confezione di un profilattico.

## Tracce[2]
1. Green Corn - 1:44
2. The Moron Brothers - 2:26
3. Showerdays - 2:10
4. Food, Sex & Ewe - 1:47
5. Just the Flu - 2:03
6. El Lay - 1:13
7. New Boobs - 3:27
8. Cheese/Where's My Slice? - 2:16
9. Together on the Sand - 1:13
10. Nowhere - 1:33
11. Brain Constipation - 2:33
12. Gonoherpasyphilaids - 1:43
13. I Don't Want You Around - 1:39
14. The Malachi Crunch - 2:51

## Formazione

### Membri della band
- Fat Mike - basso e voce
- Steve Kidwiller - chitarra e voce
- Eric Melvin - chitarra
- Erik Sandin - batteria

### Special guest[3]
- Jay Bentley - voce secondaria